# Edelweiss II hadművelet

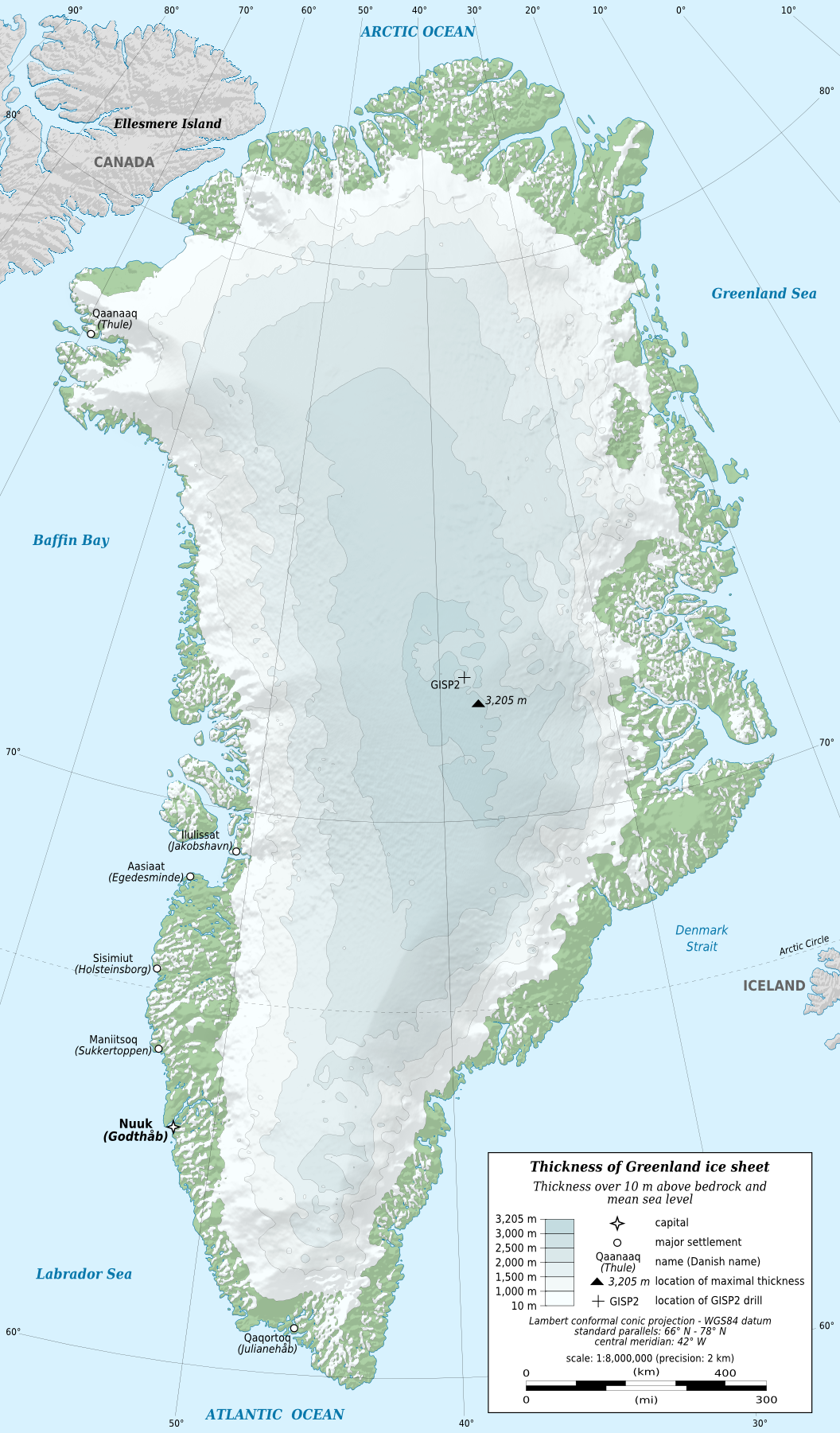
Grönland térképe

A Edelweiss II hadművelet német katonai akció volt a második világháborúban, amelynek célja egy  meteorológiai állomás működtetése volt az északi-sarki területen.
A második világháborúban szembenálló feleknek létfontosságú volt, hogy pontos időjárási előrejelzésekhez jussanak. Az Északnyugat-Európa és Skandinávia időjárását meghatározó meteorológiai rendszerek általában nyugatról, északnyugatról érkeznek, ezért a legjobban a sarki területeken – Grönland, Jan Mayen-sziget, Izland, Spitzbergák – működő állomások tudják előrejelezni a változásokat. A németek számára elengedhetetlen volt, hogy megbízható meteorológiai jelentésekhez jussanak a térségből.
Az Edelweiss II hadművelet eredetileg Goldschmied néven indult, és célja egy meteorológiai állomás felállítása volt a Ferenc József-földön. A 12 fős csapatot Karl Schmid hadnagy vezette. A leendő állomás legénysége az Externsteine fedélzetén 1944. szeptember 2-án érkezett Tromsø-be. Miután a hadvezetés értesült az Edelweiss hadművelet kudarcáról, szeptember 15-én megváltoztatta terveit, és a hajót Északkelet-Grönland felé irányította. Szeptember 26-án, az U–965-ös kíséretében hagyták el a kikötőt, majd három nap múlva elérték a jégmezőt, ahonnan a tengeralattjáró visszafordult.
Október 2-án az Externsteine horgonyt vetett, és tutajokkal kiszállították a felszerelést a partra. Másnap egy amerikai gép repült el felettük, és október 4-én nagyjából 250 amerikai katona támadt a németekre. Az amerikaiakat az Eastwind jégtörő tette partra. A németek megadták magukat. Eközben az Externsteine dél felé sodródott a jégbe fagyva, és egy amerikai gép felfedezte. A hajót megközelítette az Eastwind és a Southwind. A német hajót az amerikai katonák gyalogosan közelítették meg és foglalták el. A hajót elvontatták, és Eastbreeze néven állították szolgálatba.